# كلوفايبرايد
كلوفايبرايد أحد الفايبرات والتي هي مجموعة أدوية تخفيض الكوليسترول لكن هذا المركب لم يستخدم استخداما علاجيا.

## طريقة عمل الدواء
كلوفايبرايد كبقية الفايبرات يقوم بتفعيل مستلمات مولدات بيروكسيسوم الفعالة (PPAR-peroxisome proliferator-activated receptors) (وبالتحديد يؤثر على PPARα) والتي تؤثر على أيض السكريات والدهنيات وتكوين النسيج الدهني.

## الجرعة
لا يستخدم استخدامات علاجية.

## الأسماء التجارية
غير متوفر نهائيا

## وصلات خارجية
- معلومات حول كلوفايبرايد